# إريك جونسون (ممثل)
إريك جونسون (بالإنجليزية: Eric Johnson) (و. 1979 – م) هو ممثل، من كندا، ولد في إدمونتون.

## وصلات خارجية
- إريك جونسون على موقع IMDb (الإنجليزية)
- إريك جونسون على موقع روتن توميتوز (الإنجليزية)
- إريك جونسون على موقع ألو سيني (الفرنسية)
- إريك جونسون على موقع أول موفي (الإنجليزية)
- إريك جونسون على موقع قاعدة بيانات الأفلام السويدية (السويدية)
- إريك جونسون على موقع إن إن دي بي (الإنجليزية)
- إريك جونسون على موقع قاعدة بيانات الفيلم (الإنجليزية)
- إريك جونسون على موقع كينوبويسك (الروسية)